# Принцезини дневници
Принцезини дневници (енгл. The Princess Diaries) је амерички тинејџерски хумористички филм из 2001. у продукцији Walt Disney Pictures и редитеља Гарија Маршала. Базирана на истоименом роману за младе из 2000. Мег Кабот, филм је написала Џина Вендкос и главне улоге тумаче Ен Хатавеј и Џули Ендруз, са споредним улогама које тумаче Хектор Елизондо, Хедер Матарацо, Менди Мур, Керолајн Гудол и Роберт Шварцман. Филм прати Мију Термополис (Хатавеј), стидљиву америчку тинејџерку која сазнаје да је наследница трона европског краљевства. Под паском своје отуђене бабе (Ендруз), владајуће краљице краљевине, Миа мора да одлучи да ли ће претендовати на престо који је наследила или се трајно одрећи своје титуле. Филм је такође Хатавејин филмски деби.
Објављен 3. августа 2001, филм је доживео неочекивани комерцијални успех, зарадивши преко 165 милиона америчких долара широм света. Упркос томе што је зарадио мешовите критике за радњу и теме, Хатавејин наступ је био широко хваљен од стране филмских критичара. Уврштавајући се међу најпрофитабилније филмове 2001. године, филм Принцезини дневници супротставио се очекивањима индустрије, јер су стручњаци очекивали да ће филм бити гори због своје G оцене и предмета. Успех филма заслужан је за успостављање Хатавејеве као способне глумице и оживљавање Ендрузине филмске каријере. Наставак, Принцезини дневници 2: Краљевска веридба, објављен је 2004. са сличним успехом, док се гласине о могућем трећем делу одржавају од 2015. године.

## Радња
За тинејџерку Мију Термополис (Хатавеј), преживљавање сваког школског дана представља праву авантуру. Али изненада добија шокантне вести да је она права принцеза. Тако почиње комична трансформација у грациозну принцезицу, укључујући медијску помаму, љубоморне другарице из школе и заверу за преузимање њене земље.

## Улоге
| Глумац          | Улога            |
| --------------- | ---------------- |
| Џули Ендруз     | Кларис Реналди   |
| Ен Хатавеј      | Мија Термополис  |
| Хектор Елизондо | Џо               |
| Хедер Матарацо  | Лили Московиц    |
| Роберт Шварцман | Мајкл Московиц   |
| Менди Мур       | Лана Томас       |
| Керолајн Гудол  | Хелен Термополис |
| Ерик вон Детен  | Џош Брајант      |
| Патрик Флугер   | Џерамаја Харт    |
| Шон О'Брајан    | Патрик О'Конел   |
| Сандра Оу       | Џералдин Гупта   |
| Кетлин Маршал   | Шарлот Катвеј    |
| Минди Бербано   | Анита Харбела    |
| Рене Обержонуа  | Филип Реналди    |
| Лери Милер      | Паоло Путанеска  |
| Патрик Ричвуд   | г. Робутсен      |
| Вилијам Браун   | себе             |
| Дебели Луј      | себе             |